# Mouvement pour la Langue
Le Mouvement pour la Langue (en bengali : ভাষা আন্দোলন, Bhāṣā āndōlana) est une démarche politique au Bangladesh avant l'indépendance de ce pays (alors connu sous le nom de Pakistan oriental et intégré au Pakistan), préconisant la reconnaissance du bengali comme langue officielle du Pakistan. Cette reconnaissance a finalement permis au bengali d'être enseigné dans les écoles et utilisé dans les échanges gouvernementaux comme langue officielle du nouvel État.
Lorsque l'État du Pakistan a été créé en 1947, ses deux régions, le Pakistan oriental et le Pakistan occidental, ont été séparées. En 1948, le gouvernement du Pakistan a fait de l'ourdou la seule langue nationale, provoquant de vastes protestations parmi la majorité de langue bengalie du Pakistan oriental. Face à l'augmentation des tensions et du mécontentement vis-à-vis de cette nouvelle loi, le gouvernement a proscrit les réunions publiques et les rassemblements. Les étudiants de l'université de Dacca et d'autres militants politiques ont défié la loi et ont organisé une manifestation le 21 février 1952. Le mouvement a atteint son apogée lorsque la police a tué des étudiants manifestant ce jour-là. Ces décès ont provoqué des protestations généralisés conduites par la Ligue musulmane Awami, rebaptisée plus tard la Ligue Awami. Après des années de conflit, le gouvernement central a cédé et a accordé un statut officiel à la langue bengalie en 1956. En 2000, l'UNESCO a déclaré le 21 février Journée internationale de la langue maternelle en hommage. 
Le Mouvement pour la Langue catalysa l'affirmation de l'identité nationale bengalie au Pakistan, et est devenu un précurseur des mouvements nationalistes bengalis, y compris le Mouvement en six points et donc, la guerre de libération du Bangladesh de 1971. Au Bangladesh, le 21 février est la Journée du mouvement pour la Langue, un jour de fête nationale. 
Le Shaheed Minar (monument aux martyrs) a été construit une première fois en 1952 près du Dhaka Medical College (en), en mémoire des victimes. Reconstruit plusieurs fois, avec des architectures différentes, il est le monument national de cette commémoration. À ne pas confondre avec un autre monument à Calcutta portant le même nom, le Shaheed Minar (1841) qui était un monument de l'empire britannique, puis rénové et rebaptisé en 1969 en mémoire des victimes du Mouvement pour l'indépendance de l'Inde.

## Contexte
Pendant la domination coloniale britannique, le Pakistan et le Bangladesh actuels appartiennent à l'Inde. Depuis le milieu du XIXe siècle, la langue ourdoue est promue comme langue auxiliaire des musulmans indiens par des chefs politiques et religieux, tels que Sir Khwaja Salimullah, Sir Syed Ahmed Khan, Nawab Viqar-ul-Mulk et Maulvi Abdul Haq,. L'ourdou est une langue indo-aryenne de la branche indo-iranienne, liée à l'hindi et appartenant à la famille des langues indo-européennes. Il se développe sous l'influence perse, arabe et turque sur les apabhramshas (dernier stade linguistique de la langue aryenne indienne médiévale Pali-Prakrit) en Asie du Sud, pendant le sultanat de Delhi et l'empire moghol. Avec son écriture perso-arabe, la langue était considérée comme un élément vital de la culture islamique pour les musulmans indiens; l'hindi et l'écriture devanagari étaient considérés comme les fondamentaux de la culture hindoue.

## Début du mouvement

Les possessions britanniques sur le sous-continent indien obtiennent leur indépendance en 1947 et 1948, formant quatre nouveaux États : le dominion de l'Inde, l'Union de Burma (actuel Myanmar), le dominion de Ceylan (actuel Sri Lanka), et le dominion du Pakistan (dont le Bengale oriental, Pakistan oriental depuis 1956 et Bangladesh depuis 1971).

Après la partition de l'Inde en 1947, le Bengale oriental (la partie orientale non contiguë du dominion du Pakistan) compte, sur 69 millions d'habitants du dominion du Pakistan, 44 millions de locuteurs du bengali. Cependant, l'aile occidentale du dominion du Pakistan domine le gouvernement et les services militaires et civils. En novembre 1947, lors d'un sommet sur l'éducation à Karachi, l'ourdou et l'anglais sont préconisés comme seules langues d’État : des protestations ont lieu. Des étudiants de Dacca se rassemblent sous la direction d'Abul Kashem, secrétaire de l'organisation culturelle islamique bengalie Tamaddun Majlish. Ils décident que le bengali devrait être une langue officielle du dominion du Pakistan et une langue d'éducation au Bengale Oriental. Cependant, la commission de la fonction publique du Pakistan refuse, et retire le bengali des billets de banque et timbres. Fazlur Rahman, ministre de l'éducation, fait de l'ourdou la seule langue d’État du dominion du Pakistan. L'indignation se développe dans l'opinion publique : le 8 décembre 1947, au campus de l'Université de Dacca, de nombreux étudiants se rassemblent pour exiger l'officialisation du bengali. Ils organisent plusieurs manifestations à Dacca.
Des universitaires expliquent pourquoi l'ourdou ne devrait pas être seule langue officielle. Par exemple, l'écrivain Abul Mansur Ahmed déclare que si l'ourdou devient seule langue officielle, cela rendra la population éduquée du Bengale Oriental "analphabète" et "inéligible" aux postes gouvernementaux. Rastrabhasa Sangram Parishad (Comité d'Action pour les Langues Nationales), organisation en faveur du bengali comme langue nationale, est fondée en décembre 1947. Le professeur Nurul Huq Bhuiyan du Tamaddun Majlish convoque le comité,. Plus tard, le parlementaire Shamsul Huq convoque une nouvelle commission : il fait pression pour que le bengali soit langue officielle. Un membre de l'Assemblée, Dhirendranath Datta, propose une législation à l'Assemblée constituante du Pakistan pour permettre aux membres de s'exprimer en bengali et autoriser son utilisation à des fins officielles. La proposition de Datta est soutenue par les législateurs Prem Hari Burman, Bhupendra Kumar Datta et Sris Chandra Chattaopadhyaya du Bengale oriental, ainsi que par les habitants de la région. Le Premier ministre, Liaquat Ali Khan et la Ligue musulmane dénoncent la proposition comme une tentative de diviser le peuple pakistanais : la législation est ainsi rejetée,.

### Le mouvement en 1948

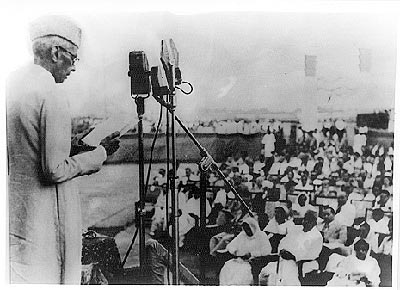
Muhammad Ali Jinnah, le 21 mars 1948 déclare publiquement : La langue d’État du Pakistan sera l'ourdou et aucune autre langue.

Des étudiants de Dacca et d'autres universités organisent une grève générale le 11 mars 1948 pour protester contre l'omission du bengali comme langue officielle, y compris dans les pièces de monnaie, les timbres et les tests de recrutement pour la marine. Des dirigeants politiques tels Shamsul Huq, Shawkat Ali, M Sirajul Islam, Kazi Golam Mahboob, Oli Ahad ou  Abdul Wahed sont arrêtés lors de rassemblements. Mohammad Toaha, leader du rassemblement, tente d'arracher un fusil à un policier : il est hospitalisé. Des leaders étudiants, tels Abdul Matin et Abdul Malek Ukil, participent aux manifestations. 
Dans l'après-midi du 11 mars, une réunion est organisée pour protester contre les violences policières et les arrestations abusives. Un groupe d'étudiants marchant vers la maison du ministre Khawaja Nazimuddin est arrêté devant la Haute Cour de Dacca. Le rassemblement change de direction et va vers le bâtiment du Secrétariat. La police attaque le cortège, blessant des étudiants et dirigeants, dont Abul Kasem Fazlul Huq. Durant les quatre jours qui suivent, des grèves continues ont lieu. Dans ce contexte, le ministre en chef Nazimuddin signe un accord avec les dirigeants étudiants, sans pour autant faire du bengali une langue d'État. 
Pendant cette période de troubles civiques, Muhammad Ali Jinnah, gouverneur général du Pakistan, se rend à Dhaka le 19 mars 1948.Le 21 mars, lors d'une réception civique à Racecourse Ground, il affirme que le problème de la langue est conçu par une "cinquième colonne" pour diviser les musulmans pakistanais,,, Jinnah déclare en outre que "l'ourdou, et l'ourdou seulement" incarne l'esprit de la nation musulmane et ferait office de langue d’État,,,, qualifiant ceux qui étaient en désaccord d'"ennemis du Pakistan". Jinnah avait prononcé un discours similaire à Curzon Hall à l'Université de Dhaka le 24 mars. Durant ces réunions, Jinnah est interrompu par un segment de l'audience. Il a convoque ensuite une réunion d'un comité d'action dans la langue officielle et annule le contrat signé par Khawaja Nazimuddin avec les leaders étudiants. Avant son départ de Dacca, le 28 mars, il confirme sa ligne politique en faveur de l'ourdou comme unique langue, par un discours à la radio. 
Peu après, le gouvernement du Bengale oriental forme le Comité de la langue du Bengale oriental, présidé par Maulana Akram Khan pour écrire un rapport sur le problème de la langue.

## Le mouvement en 1952
La controverse linguistique est ravivée lorsque le gouverneur général Khawaja Nazimuddin, successeur de Jinnah, défend l'ourdou comme unique langue, dans un discours du 27 janvier 1952. Le 31 janvier, le Shorbodolio Kendrio Rashtrobhasha Kormi Porishod (comité central linguistique pluripartite) est formé lors d'une réunion au Bar Librairy Hall de l'Université de Dacca, présidée par Maulana Bhashani,. La proposition du gouvernement central d'écrire le bengali en écriture arabe y est vivement rejetée. Le comité appelle à une manifestation le 21 février : afin de l'empêcher, le gouvernement impose l'article 144 qui interdit les rassemblements.

### Le 21 février
À neuf heures du matin, les étudiants se rassemblent dans les locaux de l'Université de Dacca, sans tenir compte de l'article 144. Le recteur de l'université et d'autres fonctionnaires sont présents alors que la police armée encercle le campus. À onze heures et quart, des étudiants se rassemblent à l'entrée de l'université et tentent de briser la ligne de police, qui tire des obus lacrymogène. Certains étudiants vont vers l'Université de Médecine de Dacca, d'autres, dans les locaux de l'université, encerclés par la police. Le vice-chancelier demande à la police d'arrêter de tirer et aux étudiants d'évacuer la zone. Cependant, plusieurs d'entre eux sont arrêtés pour violation de l'article 144 : les étudiants se réunissent autour de l'assemblée législative du Bengale Oriental et bloquent le chemin des législateurs. Un groupe d'étudiants tente de faire irruption dans le bâtiment ; la police ouvre alors le feu et tue des étudiants dont Abdus Salam, Rafiq Uddin Ahmed, Sofiur Rahman Abul Barkat et Abdul Jabbar,. À la suite des tueries, une grève générale commence, avec la fermeture de bureaux, magasins et transports publics. À l'assemblée, six législateurs, dont Manoranjan Dhar, Boshontokumar Das, Shamsuddin Ahmed et Dhirendranath Datta, demandent que le ministre en chef Nurul Amin, rende visite aux étudiants blessés à l’hôpital, et que l'assemblée soit ajournée en signe de deuil. Maulana Abdur Rashid Tarkabagish, Shorfuddin Ahmed, Shamsuddin Ahmed Khondokar et Mosihuddin Ahmed soutiennent cette proposition, mais Nurul Amin refuse la demande des législateurs .

### Le 22 février
Le désordre se propage alors que l'article 144 n'est pas pris en compte . Plus de 30 000 personnes se rassemblent au Curzon Hall de Dacca. Pendant les manifestations, les actions de la police tuent quatre personnes : des universités, banques et stations de radio se mettent alors en grève. Des manifestants brûlent les bureaux de deux agences de presse pro-gouvernementales, la Jubilee Press et le Morning News . La police tire sur un grand janaza (rassemblement de deuil) qui traversait Nawabpur Road, tuant plusieurs personnes, dont un militant, Sofiur Rahman, et un garçon de neuf ans nommé Ohiullah,. 

### Poursuite des troubles
Dans la nuit du 23 février, des étudiants de l'Université médicale de Dhaka travaillent à un monument des martyrs, Shaheed Smritistombho. Achevé le 24 février, il porte une note manuscrite, avec la mention «Shaheed Smritistombho» . Le père de Sofiur Rahman, le militant tué, l'inaugure. Il est détruit par la police le 26 février. Le 25 février, les travailleurs industriels de la ville de Narayanganj organisent une grève générale. Le 29 février, une manifestation a lieu : les manifestants subissent une forte répression policière. 
Le gouvernement censure les reportages et nombres exacts de victimes lors des manifestations. La plupart des médias progouvernementaux tiennent les hindous et les communistes pour responsables du désordre et des troubles étudiants. Les familles d'Abul Barkat et de Rafiq Uddin Ahmed tentent d'accuser la police de meurtre, ce que celle-ci rejette. Le 8 avril,  
le rapport du gouvernement sur les incidents ne justifie pas les violences policières contre les étudiants.

### Réaction au Bengale Occidental
Ce mouvement linguistique est considéré comme un fondement du nationalisme ethnique, chez de nombreux Bengalis du Bengale oriental et plus tard du Pakistan oriental. Cependant, il accroit une animosité culturelle entre les gouvernements oriental et occidental,,. Au Pakistan Occidental, ce mouvement est perçu comme un soulèvement sectionnel opposé à l'intérêt général du Pakistan. Le rejet de l'ourdou comme unique langue est considéré comme une violation de la culture perso-arabe et de la théorie des deux nations (idéologie fondatrice du Pakistan). Au Pakistan Occidental, des hommes politiques estiment que l'ourdou est un produit de la culture islamique indienne, mais que le bengali est "hindouisé". Selon eux, l'ourdou devrait être l'unique langue étatique, car le Pakistan devrait avoir une seule langue officielle : dans l'aile occidentale, où il existe plusieurs groupes linguistiques, cette raison est contestée. En 1967, le dictateur militaire Ayub Khan  déclare : «Le Bengale Oriental est... toujours sous une culture et une influence hindoue considérable. » 

## Le mouvement après 1952

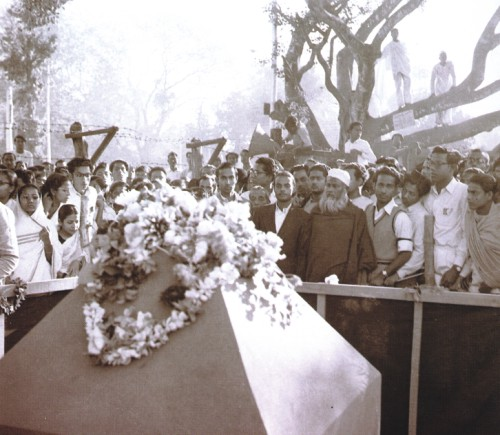
Fondation du Shaheed Minar établie à Dacca par les membres de la famille d'Abul Barkat

Le Shorbodolio Kendrio Rashtrobhasha Kormi Porishod, avec le soutien de la Ligue musulmane Awami, décide de commémorer le 21 février sous le nom de Shohid Dibosh. Lors du premier anniversaire des manifestations, les habitants du Bengale oriental portent des badges noirs en solidarité avec les victimes. La plupart des bureaux, banques et établissements d'enseignement ferment pour cette journée. Des groupes d'étudiants concluent des accords avec des responsables d'Universités et de la police pour préserver l'ordre public. Plus de 100 000 personnes se rassemblent lors d'une réunion publique tenue à Dacca, où les dirigeants communautaires appellent à la libération immédiate de Maulana Bhashani et d'autres prisonniers politiques. Cependant, des hommes politiques du Pakistan Occidental tels que Fazlur Rahman aggravent les tensions sectorielles en déclarant que quiconque souhaitant que le bengali devienne une langue officielle serait considéré comme un "ennemi de l'État". Les étudiants et les civils bengalis désobéissent aux restrictions pour célébrer l'anniversaire des manifestations. Des manifestations ont lieu dans la nuit du 21 février 1954. Dans l'Université de Dacca, des étudiants agitent des drapeaux noirs en signe de deuil.

### Le Front Uni en 1954
En 1954, lors des élections à l'Assemblée provinciale du Bengale orientales, les tensions politiques sont maximales. La Ligue musulmane, alors au pouvoir, dénonce la coalition d'opposition du Front Uni, qui, dirigée par A. K. Fazlul Huq et la Ligue Awami, réclame une plus grande autonomie provinciale.  Plusieurs dirigeants et militants du Front uni ont été arrêtés . Une réunion des membres de la Ligue musulmane du Parlement, présidée par le Premier ministre Muhammad Ali Bogra, décide de donner une reconnaissance officielle au Bengali. Des troubles majeurs suivent car d'autres groupes ethniques cherchent à reconnaître d'autres langues régionales. Les partisans de l'ourdou comme unique langue, tels Maulvi Abdul Haq, condamnent toute proposition accordant un statut officiel au bengali. Maulvi Abdul Haq réunit alors 100 000 personnes pour protester contre la décision de la Ligue musulmane. La réalisation échoue et le Front Uni obtient une majorité de sièges à l'Assemblée législative. La ligue musulmane, au contraire, occupe un très faible nombre de sièges,.
Le ministère du Front Uni ordonne la création d'une académie afin de promouvoir, développer et préserver le bengali, sa littérature et son patrimoine. Cependant, l'autorité du Front Uni est temporaire, car Ghulam Muhammad, gouverneur général, suspend le gouvernement et obtient le pouvoir le 30 mai 1954. Le 6 juin 1955, le Front Uni reprend le pouvoir, dont la ligue Awami ne fait pas partie.
Après le retour du Front Uni au pouvoir, l'anniversaire du 21 février 1956 est observé, pour la première fois, dans une atmosphère paisible. Le gouvernement soutient un projet de construction d'un nouveau Shaheed Minar. La session de l'Assemblée constituante est suspendue pour cinq minutes, en signe de deuil pour les étudiants tués par la police. Des rassemblements sont organisés par des dirigeants bengalis et tous les bureaux et entreprises publics restent fermés,.

### Le statut constitutionnel du bengali comme langue d’État
Le 7 mai 1954, avec le soutien de la Ligue musulmane, l'Assemblée constituante fait du bengali une langue officielle. Le 29 février 1956, lors de la promulgation de la première constitution du Pakistan, le bengali est adopté comme langue co-officielle de l'ourdou selon l'article 214(1). 
Cependant, le gouvernement militaire formé par Ayub Khan tente de rétablir l'ourdou comme seule langue nationale. Le 6 janvier 1959, le régime militaire publie une déclaration : sa position officielle est désormais en faveur des deux langues étatiques.

### Indépendance du Bangladesh
Malgré la résolution de la question linguistique en 1956, le Pakistan Occidental est toujours privilégié par le régime militaire d'Ayub Khan par rapport au Pakistan Oriental. Celui-ci, en dépit d'une population majoritaire, est sous-représenté dans le gouvernement et reçoit moins d'aides gouvernementales. Principalement en raison des déséquilibres économiques régionaux, les divisions sectorielles s'accroissent, ainsi que le soutien à la Ligue nationaliste ethnique bengali Awami. Awani invoque le mouvement en six points  pour une plus grande autonomie provinciale. Selon l'une des demandes, le Bengale Oriental devait être renommé Bangladesh (terre du Bengale), ce qui conduit à la guerre de libération du Bangladesh,.

## Héritage

### Au Bangladesh
Ce mouvement a un impact sur la culture bengalie, notamment dans la célébration de la langue et de sa littérature. Le 21 février, Journée du mouvement pour la Langue ou Shohid Dibosh (Journée des martyrs), est une fête nationale au Bangladesh. La Foire du livre d'Ekushey, événement d'un mois, est organisée chaque année pour commémorer le mouvement. Ekushey Padak, l'une des récompenses civiles les plus élevées au Bangladesh, est décernée chaque année en mémoire des sacrifices du mouvement. Des chansons telles qu'Ekusher Gaan d'Abdul Gaffar Choudhury, mise en musique par Shaheed Altaf Mahmud, ainsi que des pièces de théâtre, des œuvres d'art et de la poésie jouent un rôle lors du mouvement. Depuis les événements de février 1952, poèmes, chansons, romans, pièces de théâtre, films, dessins animés et peintures sont créés pour exprimer différents points de vue sur le mouvement-par exemple, les poèmes Bornomala, Amar Dukhini Bornomala et février 1969 de Shamsur Rahman, le film Jibon Theke Neya de Zahir Raihan, la pièce de théâtre Kobor de Munier Chowdhury et les romans Ekushey février de Raihan et Artonaad de Shawkat Osman.
Deux ans après la destruction du premier monument par la police, un nouveau Shaheed Minar (Monument des Martyrs) est construit en 1954 en mémoire des manifestants tués. En 1957, les travaux sur un monument plus grand, conçu par Hamidur Rahman, commencent avec le soutien du ministère du Front Uni. Le modèle de Hamidur Rahman consiste en un grand complexe dans la cour du Dhaka Medical College Hostel. La conception comprend une colonne semi-circulaire symbolisant une mère avec ses fils martyrs, debout sur l'estrade au centre du monument. Bien que l'imposition de la loi martiale en 1958 interrompe les travaux, le monument est achevé et inauguré le 21 février 1963 par Hasina Begum, mère d'Abul Barkat.  Les forces pakistanaises démolissent le monument pendant la guerre de libération du Bangladesh de 1971, mais le gouvernement du Bangladesh le reconstruit en 1973. La chaîne Ekushey Television prend le nom de l'évènement. 

### En Inde
En Inde, les États du Bengale Occidental et de Tripura célèbrent la Journée en hommage aux héros méconnus. De plus, tous les Bengalis en Inde et à l'étranger célèbrent la Journée pour le sacrifice de vies juste, au bénéfice de la langue maternelle. La gare de Silchar expose des portraits des onze étudiants tués par balle. La station est appelée Bhasha Shahid. 

### Dans le monde
Le Bangladesh propose à l'UNESCO de faire du 21 février la Journée internationale de la langue maternelle, ce qui est unanimement accepté le 17 novembre 1999, lors de la trentième conférence générale de l'UNESCO.